# Ljusgrått träfly
Ljusgrått träfly, Lithophane ornitopus är en fjärilsart som beskrevs av Johann Siegfried Hufnagel, 1766. Ljusgrått träfly ingår i släktet Lithophane och familjen nattflyn, Noctuidae. Arten är reproducerande och har livskraftiga (LC) populationer i både Sverige och i Finland. Artens livsmiljö är friska och torra lundar. En underart finns listad i Catalogue of Life, Lithophane ornitopus pitzalisi Hartig, 1976.

## Bildgalleri

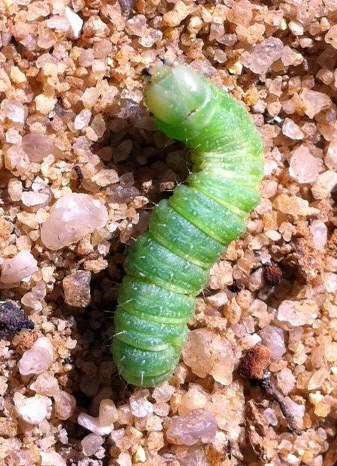
Fjärilens larv
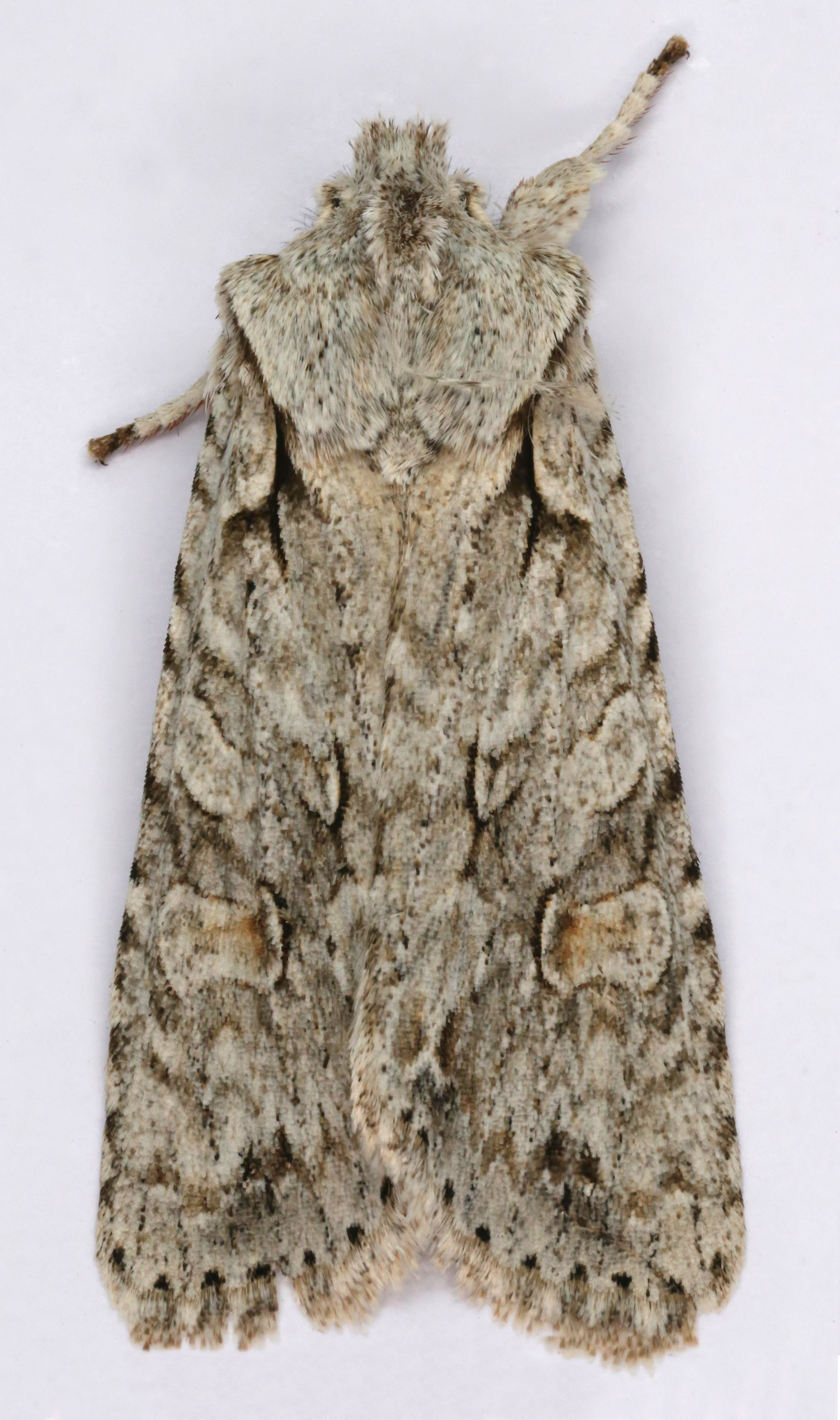
Imago fjäril
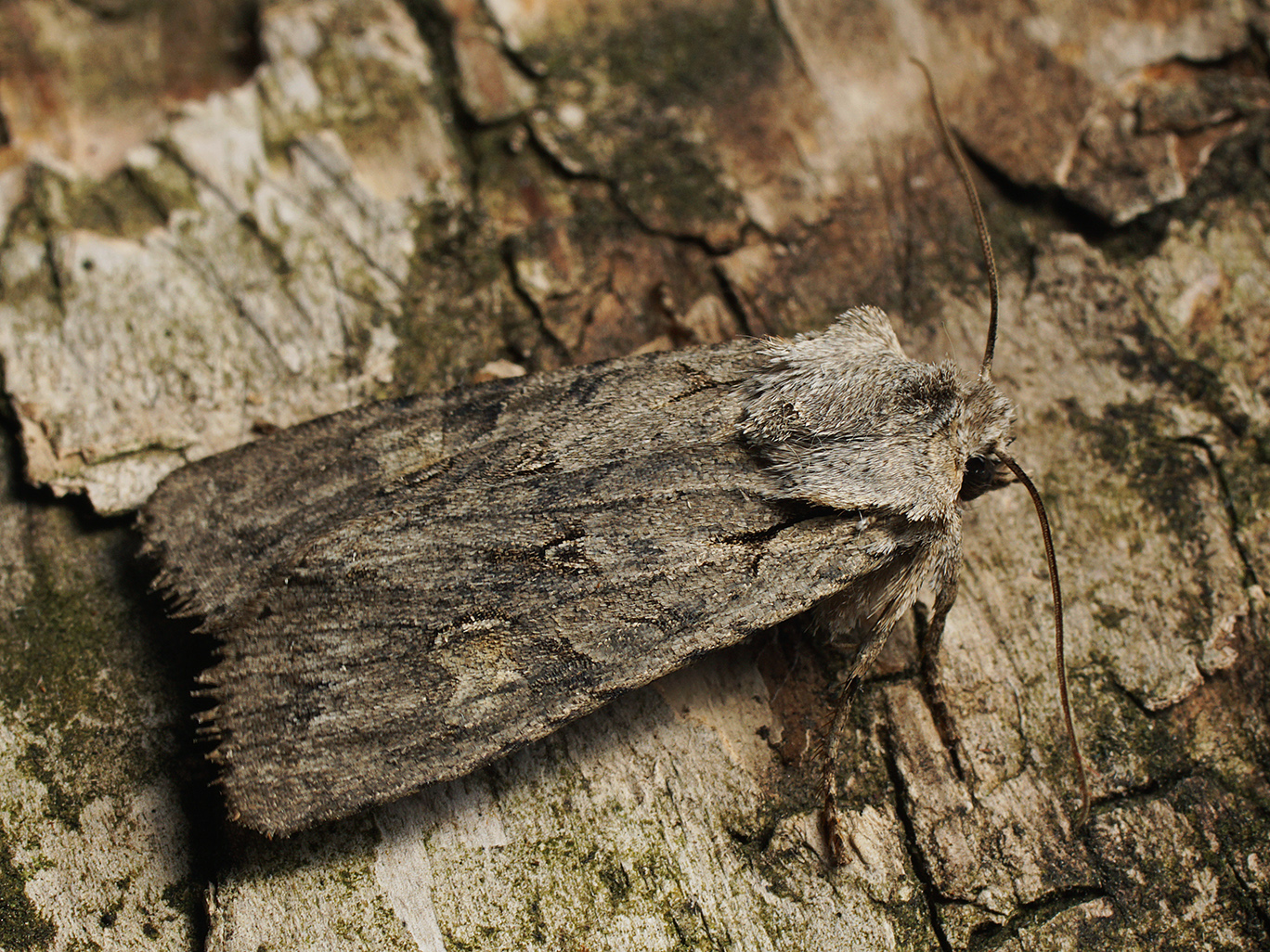
Imago fjäril